# Aké
Aké ist ein mittelgroßer archäologischer Fundort der Maya im mexikanischen Bundesstaat Yucatán rund 35 km östlich von Mérida. Die Entstehung wird für das frühe und mittlere Klassikum angenommen.

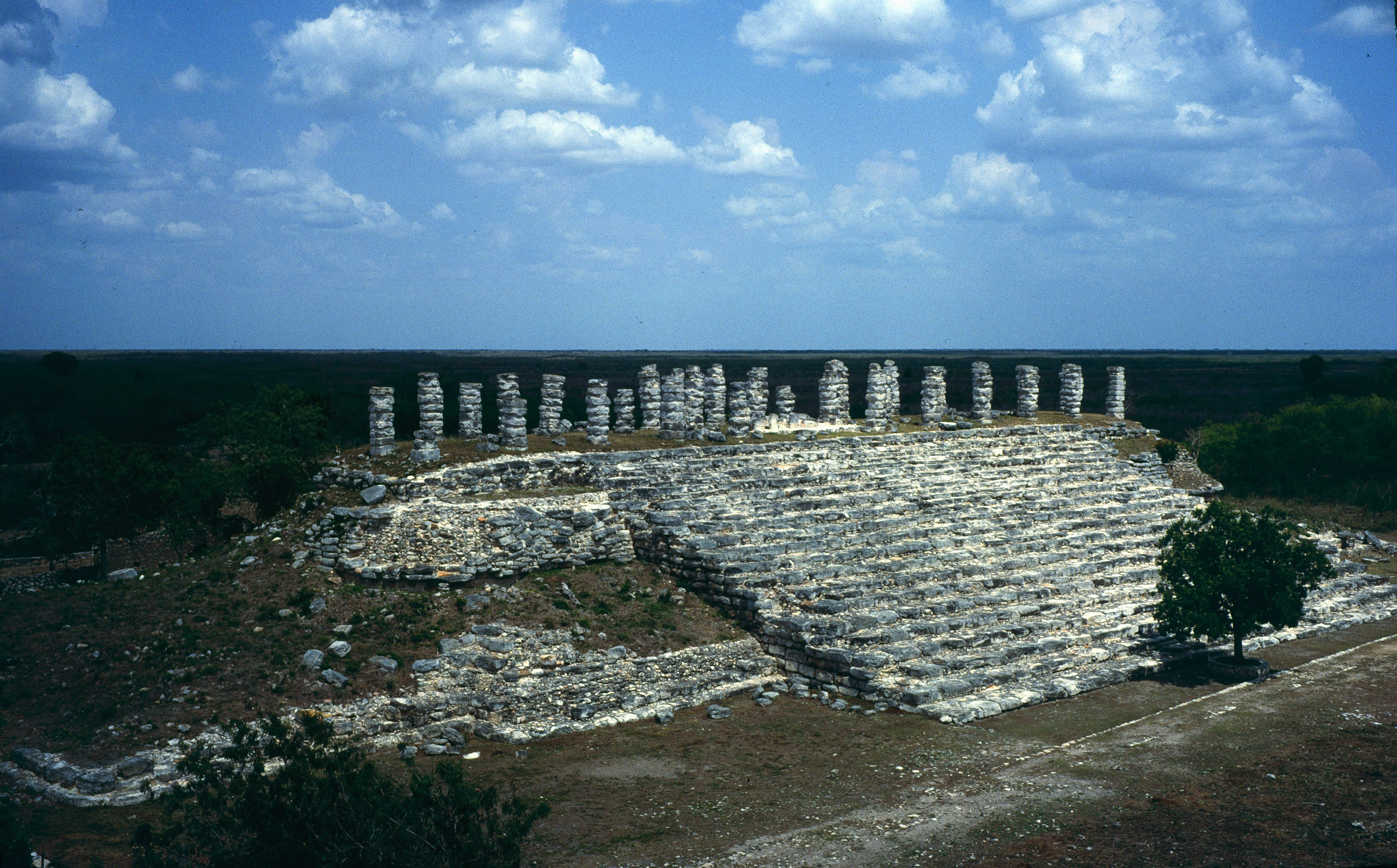
Säulenpalast

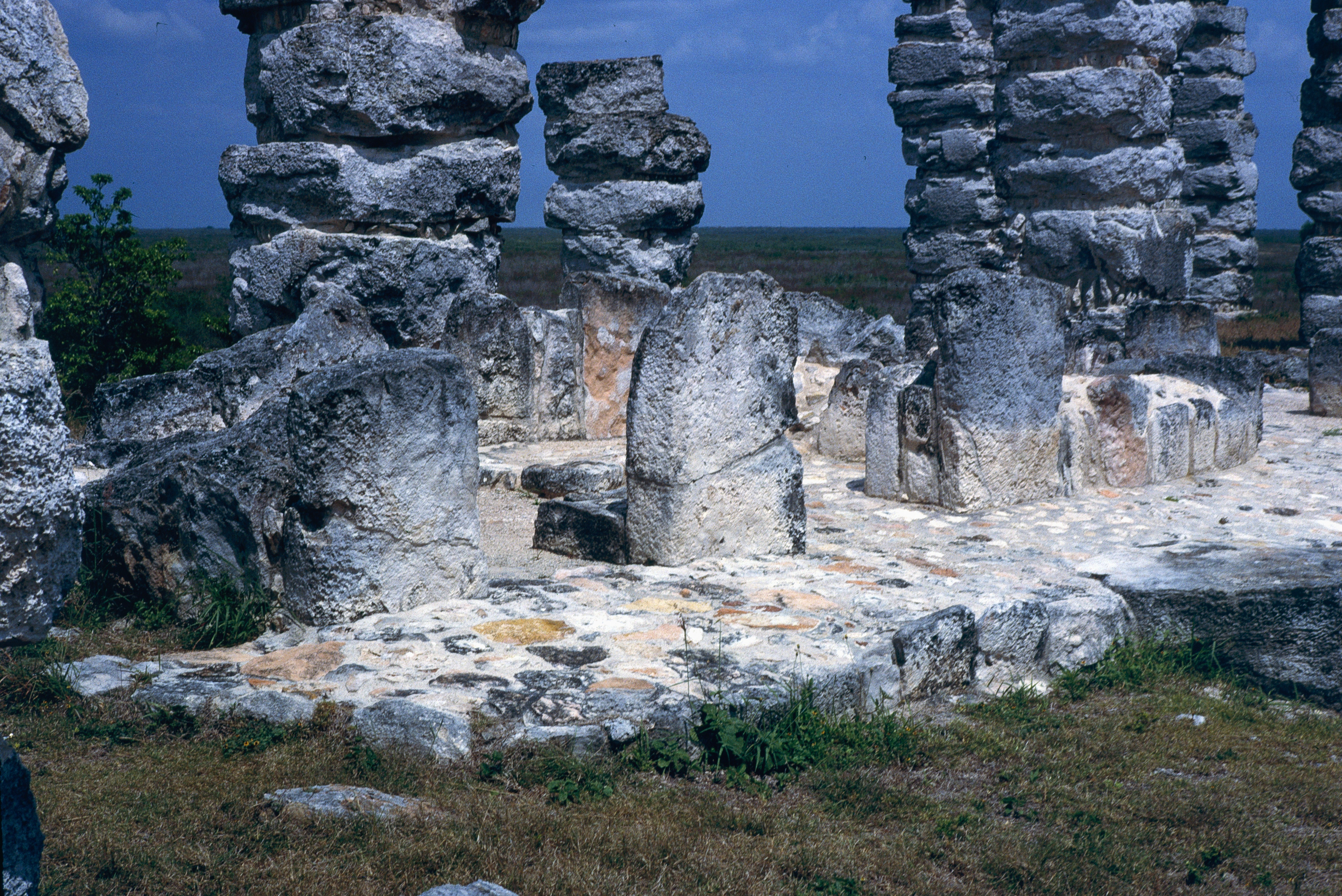
Möglicher Zugang zum Säulenpalast

Aké war in alter Zeit mit dem rund 28 km östlich gelegenen Izamal durch einen Sacbé verbunden. Die Ruinen liegen auf dem Gelände der gleichnamigen, seit mehreren Jahrzehnten aufgegebenen Henequén-Hazienda, die sich in ein kleines Dorf verwandelt hat.

## Säulenpalast
Der bedeutendste Bau in Aké ist eine hohe und rund 70 m lange Plattform, auf der in drei Reihen rund 36 Säulen stehen. Die Säulen bestehen aus großen, sehr grob gearbeiteten Steintrommeln. Es gibt keine Anzeichen, dass es einmal eine Umfassungsmauer gegeben hat. Stilistisch entspricht die Plattform der großen Pyramide von Izamal mit den megalithischen Treppenstufen, den abgerundeten Ecken und der Gestaltungsform der Seitenmauern der Plattform. Ob die Säulen ein Dach aus vergänglichem Material getragen haben, lässt sich nicht nachweisen. Insofern ist auch die Zweckbestimmung des Bauwerks ungewiss, die Bezeichnung „Säulenpalast“ ist deshalb irreführend.

## Weitere Bauten
Westlich davon steht ein pyramidenartiges Gebäude mit quadratischem Grundriss, zu dem von allen Seiten Treppen hinaufführten. Weiter westlich liegt ein repräsentatives Gebäude auf einer mittelhohen Terrasse. Es hat einen von Säulen getragenen Eingang. Der größte Teil dieses und des vorher beschriebenen Gebäudes ist nicht ausgegraben.
Südlich des Säulenpalastes liegen weitere heute nur als kleine Hügel erkennbare Bauten. Von dem dem Säulenpalast am nächsten gelegenen führt der im Gelände nur als leichte Erhöhung erkennbare Sacbé nach Izamal.